# シンプソン型遊星歯車機構

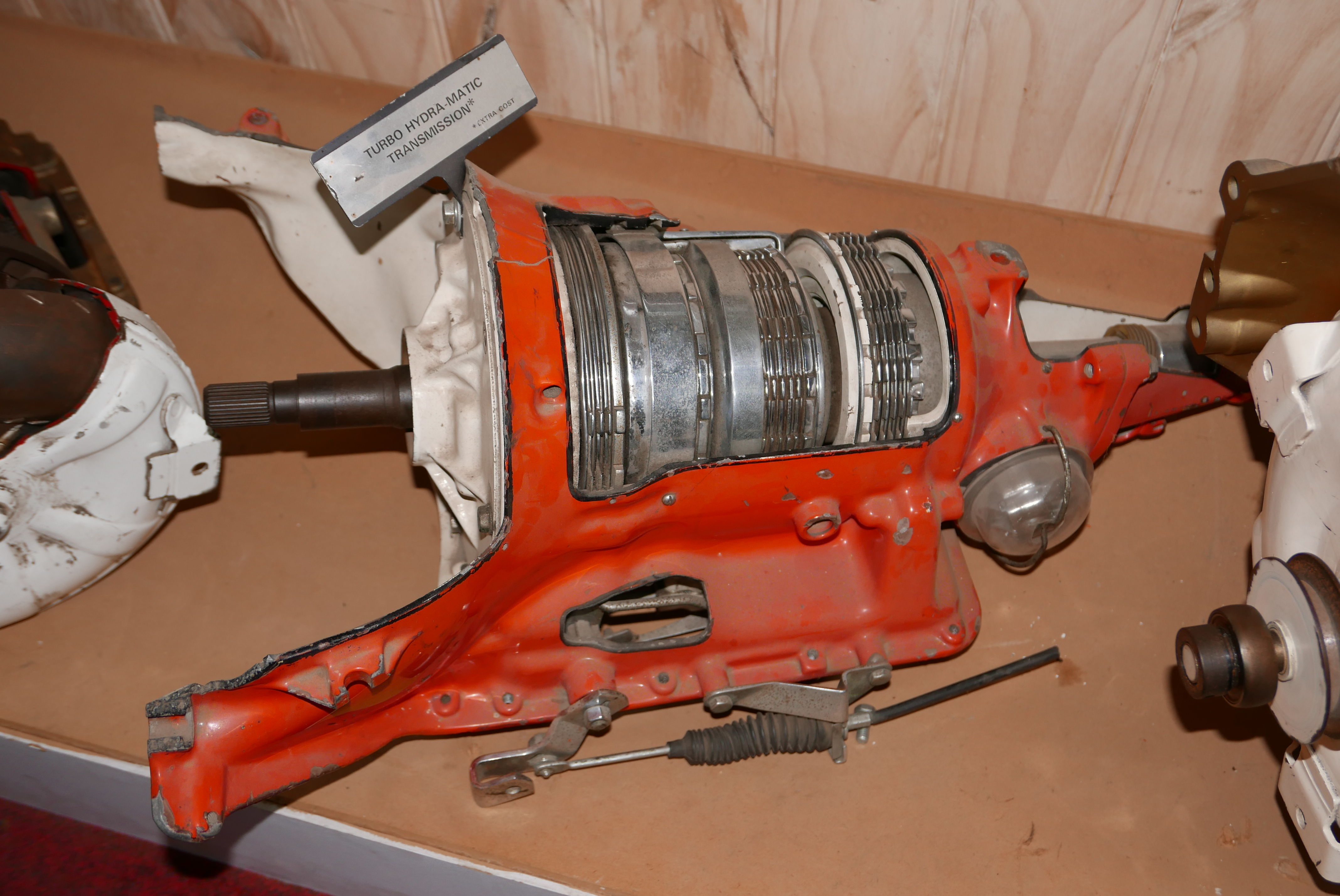
ターボハイドラマチックはトルクコンバータをシンプソン型遊星歯車機構に接続する。

シンプソン型遊星歯車機構（シンプソンがたゆうせいはぐるまきこう、英語: Simpson planetary gearset）は、共通の太陽歯車を共有する2つの遊星歯車機構から成る複合遊星歯車列である。シンプソン型歯車機構によって3段の前進ギアと1段の後退ギア、加えてニュートラルの実装ができ、3速および4速オートマチックトランスミッションで一般的に採用されている。アメリカの技術者ハワード・シンプソンによって考案された設計の1つである。

## 概要

シンプソン型遊星歯車機構の概略図

2つの遊星歯車は2つの常時接続を介して相互依存している。必ずしもではないが一般に同じ歯車と歯車比を持っており、両方の歯車装置が共通の太陽歯車を共有している。第一の歯車装置の遊星キャリヤ（「第一」はインプットシャフトにより近いことを意味する）は、第二の歯車装置のリングと同調して動く。これらのつながりのため、歯車装置を自由に操るために2つのバンドブレーキと2つのクラッチだけしか必要とされない。
|            | 第一歯車装置 | 第一歯車装置 | 第一歯車装置 | 第二歯車装置 | 第二歯車装置 | 第二歯車装置 |
| 太陽歯車   | 遊星キャリヤ | 内歯車       | 太陽歯車     | 遊星キャリヤ | 内歯車       |              |
| ---------- | ------------ | ------------ | ------------ | ------------ | ------------ | ------------ |
| 低速       | -receive     | 出力         | 入力         | -send        | 制動         |              |
| 減速       | 制動         | 出力         | 入力         |              |              |              |
| ダイレクト | 入力         | 出力         | 入力         |              |              |              |
| 後退       |              |              |              | 入力         | 制動         | 出力         |

1速では、第一歯車装置が第二歯車装置と出力シャフトを作動させる。第二歯車装置は反応し、太陽歯車を逆回転させる。これによって、第一歯車の減速比が増大する。1速では、入力は第一内歯車（リングギア）にロックされる。第一キャリヤは出力と第二内歯車にロックされる。第二キャリヤはその環運動が共通太陽歯車の逆行回転を起こすようにロックされる。この逆行回転はその環運動への第一キャリヤの反応を弱め、それによって第一歯車装置と出力の減速を倍加させる。
2速の指揮はより単純である。第二キャリヤは開放され、太陽歯車はブレーキをかけられる。したがって、出力は第一内歯車にロックされ、出力は第一キャリヤにロックされる。
3速は常に直接駆動（1:1）である。入力は太陽歯車と第一内歯車の両方に送られ、両方のキャリヤが効果的にロックされ、入力が出力を直接的に駆動する。

### ギア変更
1速から2速への変更の1つの問題点は、2つのバンドブレーキを同調して作動させなければならないことである。第二歯車装置の遊星キャリヤは太陽歯車へのブレーキが作動すると同時に開放されなければならない。スプラグクラッチは、シフトがバンドブレーキの開放あるいは作動の組み合わせを必要とする時の荒々しさを軽減する。
ゼネラルモーターズ（GM）のターボハイドラマチック350および400トランスミッションは低速ギアおよび中間ギアの両方においてオーバーランニングクラッチを利用した。これによって、「オーバーラップ」が起こることなく完全に漸進的なギアシフトが可能となった。一部のシンプソン型ギアボックス（現代的な4速トランスミッションを含む）におけるギア変更パターンでは、できる限り1速ギアを避けて、可能な限りすぐに2速にシフトアップする。

## 現代的な歯車装置
1990年代と2000年代に、シンプソン型歯車機構は時代遅れとなり、より複雑なトランスミッションに取って代わられた。ラビニヨ型遊星歯車機構が単純遊星歯車機構と組み合わされ、前進6段のルペルティエ型歯車機構が作られた。
最新の4速トランスミッションでさえもシンプソン型ではない。これらが2式の遊星歯車装置しか持ていないのに対して、シンプソン型トランスミッションは4速を実現するために3式の遊星歯車装置を必要とする（3つ目の遊星歯車機構は統合されたオーバードライブ）。
にもかかわらず、今でもシンプソン型歯車機構に基づく新型オートマチックトランスミッションを目にすることができる。こういったトランスミッションは3段あるいは4段で、旧式のトランスミッションの電子制御版であることが多い。これらは安価で、信頼性があり、熟知されており、対象となる応用に対して十分優れているため、生産され続けている。